# FTSE 스몰캡 인덱스
FTSE 스몰캡 인덱스(FTSE SmallCap Index)는 영국 경제전문지 파이낸셜 타임스가 집계하는 주가지수이다. 런던 증권거래소의 351위부터 619위까지 기업을 대상으로 한다. 매년 3월과 9월에 새로 종목 편입을 업데이트한다. 지수는 매분마다 업데이트된다.

## 대한민국
2016년 3월 23일 한국 코스닥 시장에서 FTSE 스몰캡 인덱스가 큰 이슈가 되었다. 그러나 이 스몰캡 지수는 런던 증권거래소 지수가 아니고, FTSE World Asia Pacific ex Japan Index의 일부분을 의미한다. FTSE 아시아 태평양(일본제외) 지수는 매년 3월 편입종목 369개 종목을 선정해 발표한다. 라지캡 종목 54개, 미들캡 종목 51개, 스몰캡 종목 264개로 구성되어 있다.
미국 MSCI(Morgan Stanley Capital International) 지수와 영국 FTSE(Financial Times Stock Exchange) 지수는 세계 양대 주가지수로서, 세계적인 투자회사들이 추종하여, 프로그램 투자를 한다. 컴퓨터 프로그래밍과 연동되어 기계적으로 투자를 하기 때문에, 단순히 이 지수에 편입되는 것만으로도 막대한 외국인 투자자금이 유입될 수 있다.